# 时间简史
《時間簡史：從大爆炸到黑洞》（英語：A Brief History of Time: From the Big Bang to Black Holes）是英國物理學家史提芬·威廉·霍金於1988年編寫的一本科普圖書。講述關於宇宙的起源和命運，主要介紹了什麼是宇宙、宇宙發展的最新狀況和關於宇宙本性的最前沿知識，解釋了黑洞和大爆炸。

## 销售情况
《时间简史》荣登《星期日时报》畅销榜237周，为最畅销的科普作品:1。共被翻譯成40多種語言，銷售1000餘萬冊。

## 版本

### 中文版
- ISBN 978-7-5357-3230-9（簡中）译者：许明贤、吴忠超
- ISBN 978-9-5752-0002-2（繁中）譯者：許明賢、吳忠超

### 修訂版
- 《時間簡史：插圖版》。許明賢、吳忠超譯。長沙：湖南科學技術出版社，2011。ISBN 9787535732309。譯自：The Illustrated a Brief History of Time。1996。
- 與雷納德·穆拉德諾夫（Leonard Mlodinow）合著。《時間簡史：普及版》。吳忠超譯。長沙：湖南科學技術出版社，2011。ISBN 9787535744517。譯自：A Briefer History of Time。2005。